# Eparchia di New Westminster
L'eparchia di New Westminster (in latino: Eparchia Neo-Vestmonasteriensis Ucrainorum) è una sede della Chiesa greco-cattolica ucraina in Canada suffraganea dell'arcieparchia di Winnipeg. Nel 2021 contava 7.900 battezzati. È retta dall'eparca Michael Kwiatkowski.

## Territorio
L'eparchia comprende i fedeli della Chiesa greco-cattolica ucraina nella provincia canadese della Columbia Britannica, nel Territorio dello Yukon e in parte dei Territori del Nord-Ovest.
Sede eparchiale è la città di New Westminster, dove si trova la cattedrale della Santa Eucaristia.
Il territorio è suddiviso in 13 parrocchie.

## Storia
L'eparchia è stata eretta il 27 giugno 1974 con la bolla Cum territorii di papa Paolo VI, ricavandone il territorio dall'eparchia di Edmonton.

## Cronotassi dei vescovi
Si omettono i periodi di sede vacante non superiori ai 2 anni o non storicamente accertati.
- Jeronim Isidore Chimy, O.S.B.M. † (27 giugno 1974 - 19 settembre 1992 deceduto)
  - Sede vacante (1992-1995)
- Severian Stefan Yakymyshyn, O.S.B.M † (5 gennaio 1995 - 1º giugno 2007 ritirato)
- Kenneth Anthony Adam Nowakowski (1º giugno 2007 - 15 gennaio 2020 nominato eparca della Sacra Famiglia di Londra)
  - Sede vacante (2020-2023)[1]
- Michael Kwiatkowski, dal 24 agosto 2023

## Statistiche
L'eparchia nel 2021 contava 7.900 battezzati.
| anno | popolazione | popolazione | popolazione | presbiteri | presbiteri | presbiteri | presbiteri                | diaconi | religiosi | religiosi | parrocchie |
| anno | battezzati  | totale      | %           | numero     | secolari   | regolari   | battezzati per presbitero | diaconi | uomini    | donne     | parrocchie |
| ---- | ----------- | ----------- | ----------- | ---------- | ---------- | ---------- | ------------------------- | ------- | --------- | --------- | ---------- |
| 1976 | 25.000      | ?           | ?           | 14         | 8          | 6          | 1.785                     |         | 7         |           | 10         |
| 1980 | 23.000      | ?           | ?           | 16         | 12         | 4          | 1.437                     | 1       | 4         | 4         | 22         |
| 1990 | 7.700       | ?           | ?           | 20         | 16         | 4          | 385                       | 3       | 4         | 6         | 23         |
| 1999 | 4.000       | ?           | ?           | 17         | 15         | 2          | 235                       | 3       | 2         | 2         | 23         |
| 2000 | 4.000       | ?           | ?           | 18         | 15         | 3          | 222                       |         | 3         | 2         | 23         |
| 2001 | 4.000       | ?           | ?           | 17         | 14         | 3          | 235                       | 2       | 3         | 2         | 23         |
| 2002 | 4.000       | ?           | ?           | 13         | 11         | 2          | 307                       | 2       | 2         | 2         | 22         |
| 2003 | 4.000       | ?           | ?           | 14         | 12         | 2          | 285                       | 2       | 2         | 2         | 21         |
| 2004 | 7.835       | ?           | ?           | 13         | 11         | 2          | 602                       | 2       | 2         | 2         | 17         |
| 2009 | 7.500       | ?           | ?           | 19         | 15         | 4          | 394                       | 2       | 4         | 2         | 15         |
| 2013 | 7.500       | ?           | ?           | 13         | 12         | 1          | 576                       | 1       | 1         | 2         | 14         |
| 2016 | 7.500       | ?           | ?           | 17         | 14         | 3          | 441                       | 1       | 3         | 2         | 14         |
| 2019 | 7.700       | ?           | ?           | 16         | 12         | 4          | 481                       | 1       | 4         | 2         | 13         |
| 2021 | 7.900       | ?           | ?           | 17         | 13         | 4          | 464                       | 1       | 4         | 2         | 13         |